# SuperFerry 9
Die SuperFerry 9 war ein 1986 als Ariake in Dienst gestelltes Fährschiff der philippinischen Reederei SuperFerry. Nach neun Dienstjahren in Japan fuhr das Schiff seit 1995 in philippinischen Gewässern, zunächst als Wilines Mabuhay 5 und ab 1996 als Superferry 9. Die Fähre sank am 6. September 2009 vor der Zamboanga Peninsula, nach unterschiedlichen Berichten kamen hierbei neun oder zehn Menschen ums Leben.

## Geschichte
Die Ariake entstand unter der Baunummer 1328 in der Werft von Usuki Iron Works in Saiki und lief am 4. November 1985 vom Stapel. Nach ihrer Ablieferung an die japanische Reederei A-Line Ferry nahm sie den Fährdienst von Tokio nach Amami-Ōshima, Yoronjima und Naha auf.
Nach neun Jahren Dienstzeit wurde die Ariake 1995 durch einen gleichnamigen Neubau ersetzt, an die philippinische Reederei William Lines verkauft und in Wilines Mabuhay 5 umbenannt. 1996 ging sie als SuperFerry 9 in den Besitz von SuperFerry über.

### Untergang
Am 5. September 2009 verließ SuperFerry 9 um 20.45 Uhr Ortszeit mit 971 Personen an Bord den Hafen von General Santos für eine Fahrt nach Iloilo City, wo sie am folgenden Tag gegen 04.00 Uhr eintreffen sollte. In den frühen Morgenstunden des 6. Septembers befand sich das Schiff etwa 150 Seemeilen von Zamboanga City, als es gegen 02.00 Uhr Schlagseite nach Steuerbord entwickelte und sein Kapitän Jose Yap einen Notruf aussenden ließ. An der Rettung der Passagiere und Besatzungsmitglieder beteiligten sich neben der philippinischen Küstenwache auch zwei Frachtschiffe, die auf die Notrufe der sinkenden Fähre reagiert hatten. Die SuperFerry 9 hielt sich noch mehrere Stunden über Wasser, ehe sie gegen 09.00 Uhr sank. Kapitän Yap wurde für sein schnelles Handeln, das ein vermutlich weitaus größeres Unglück verhinderte, in der Berichterstattung nach dem Untergang gelobt.
Über die Anzahl der Todesopfer gibt es verschiedene Angaben, da unter anderem auch Personen gerettet wurden, die nicht auf der offiziellen Passagierliste standen. Die meisten Berichte nannten neun oder zehn Todesopfer.
Der genaue Grund des Untergangs blieb ungeklärt. Die Schlagseite des Schiffes nach Steuerbord soll durch ein Leck im Rumpf entstanden sein. Zudem verrutschte die Ladung des Schiffes nach zunehmender Schlagseite.